# Melanum nigrohalteratum
Melanum nigrohalteratum är en tvåvingeart som först beskrevs av Malloch 1924.  Melanum nigrohalteratum ingår i släktet Melanum och familjen fritflugor.
Artens utbredningsområde är New South Wales. Inga underarter finns listade i Catalogue of Life.